# Герб Ковеля
Герб Ковеля (укр. Герб Ковеля) — официальный символ города Ковель, районного центра центра Волынской области Украины.
Гербовый щит имеет форму четырехугольника с полукругом в основе.  На красном поле щита — золотая подкова, что окружена тремя серебряными крестами. Над щитом расположена серебряная корона. Щит обрамлен золотым украшением в стиле барокко.
Главный элемент герба — золотая подкова в центре щита, которая олицетворяет древнее ремесло горожан — кузнечество (укр. ковальство). С другой стороны, подкова — символ удачи и благополучия. Серебряные кресты напоминают о триединстве Вселенной и христианской основе. Корона — память о ковельском замке и о бывшем статусе коронного города Речи Посполитой.
Современный герб был утверждён 16 сентября 1993 года, автор — А. Б. Гречило.